# Acrodiscus
Acrodiscus, monotipski rod crvenih algi. Jedina vrsta A. vidovichii, mediteranski je endem s jednom podvrstom.

## Podvrste
- Acrodiscus vidovichii f. cochlearis Ercegovic

## Sinonimi
U ovaj rod nekada su uključivane još dvije vrste:
- Acrodiscus crenulatus (J.Agardh) De Toni, = Cryptonemia crenulata (J.Agardh) J.Agardh
- Acrodiscus denticulatus (J.Agardh) De Toni, = Cryptonemia denticulata J.Agardh